# Nidingen
Nidingen este o arie protejată (arie specială de conservare — SAC, sit de importanță comunitară — SCI, arie de protecție specială avifaunistică — SPA) din Suedia întinsă pe o suprafață de 728 ha, integral pe uscat.

## Localizare
Centrul sitului Nidingen este situat la coordonatele 57°18′09″N 11°53′56″E / 57.3025°N 11.8989°E.

## Înființare
Situl Nidingen a fost declarat arie de protecție specială avifaunistică în martie 1996 pentru a proteja 6 specii de animale. Alte tipuri de protecție:
- sit de importanță comunitară (în ianuarie 1997)
- arie specială de conservare (în martie 2011)[1][3][4]

## Biodiversitate
Situată în ecoregiunile continentală și marină Atlantică, aria protejată conține 5 habitate naturale: Recifuri, Pășuni atlantice udate de apa mării (Glauco-Puccinellietalia maritimae), Pajiști uscate europene, Vegetație perenă pe țărmurile stâncoase, Vegetație anuală la limita mareei.
La baza desemnării sitului se află mai multe specii protejate:
- păsări (5): bătăuș (Philomachus pugnax), ploier auriu (Pluvialis apricaria), chiră de baltă (Sterna hirundo), chiră de mare (Sterna sandvicensis), fluierar de mlaștină (Tringa glareola)
- mamifere (1): focă obișnuită (Phoca vitulina)